# ドバ油田
座標: 北緯8度39分36秒 東経16度51分0秒 / 北緯8.66000度 東経16.85000度
ドバ油田（ドバゆでん）とは、チャド南部に位置する油田のこと。
エクソンモービル社が開発した油田。埋蔵量は10億バレルと推定されている。

## パイプライン
輸送手段がネックとなり開発が停滞していたが、2003年、油田と隣国のカメルーンの都市、クリビ沖合の海域に建設された積み出し基地を結ぶ1,070kmに及ぶパイプラインが完成した。パイプラインの輸送能力は、1日あたり最大25万バレル、今後、10億バーレル以上の原油が出荷される計画。パイプラインの建設に際して、世界銀行からチャドに20億ドル、カメルーンに5億ドルの特別融資が行われた。パイプラインの建設は、カメルーンの熱帯雨林地帯を通過することから、原住民の生活や環境を脅かすものとして反対運動も生じた。

## 現状
ドバ油田の原油はチャド経済の柱となり、2011年にはチャドの輸出の86.7％は原油によって占められていた。一方で、チャド政府のひどい腐敗によって原油からの利益は有効に生かされていない。こうした事態を懸念してつくられた管理委員会が、エクソンモービルからチャド政府に渡される利益を管理しているが、軍事費に流用されるなど石油収入が有効に使われているとは言いがたいのが現状である。